# Скемоніс
55°25′00″ пн. ш. 25°16′30″ сх. д. / 55.41666667° пн. ш. 25.275° сх. д.
Скемоніс (лит. Skiemonys) — містечко в Анікщяйському районі Утенського повіту на північному сході Литви. За даними перепису населення 2011 року у місті проживали 38 осіб.

## Галерея

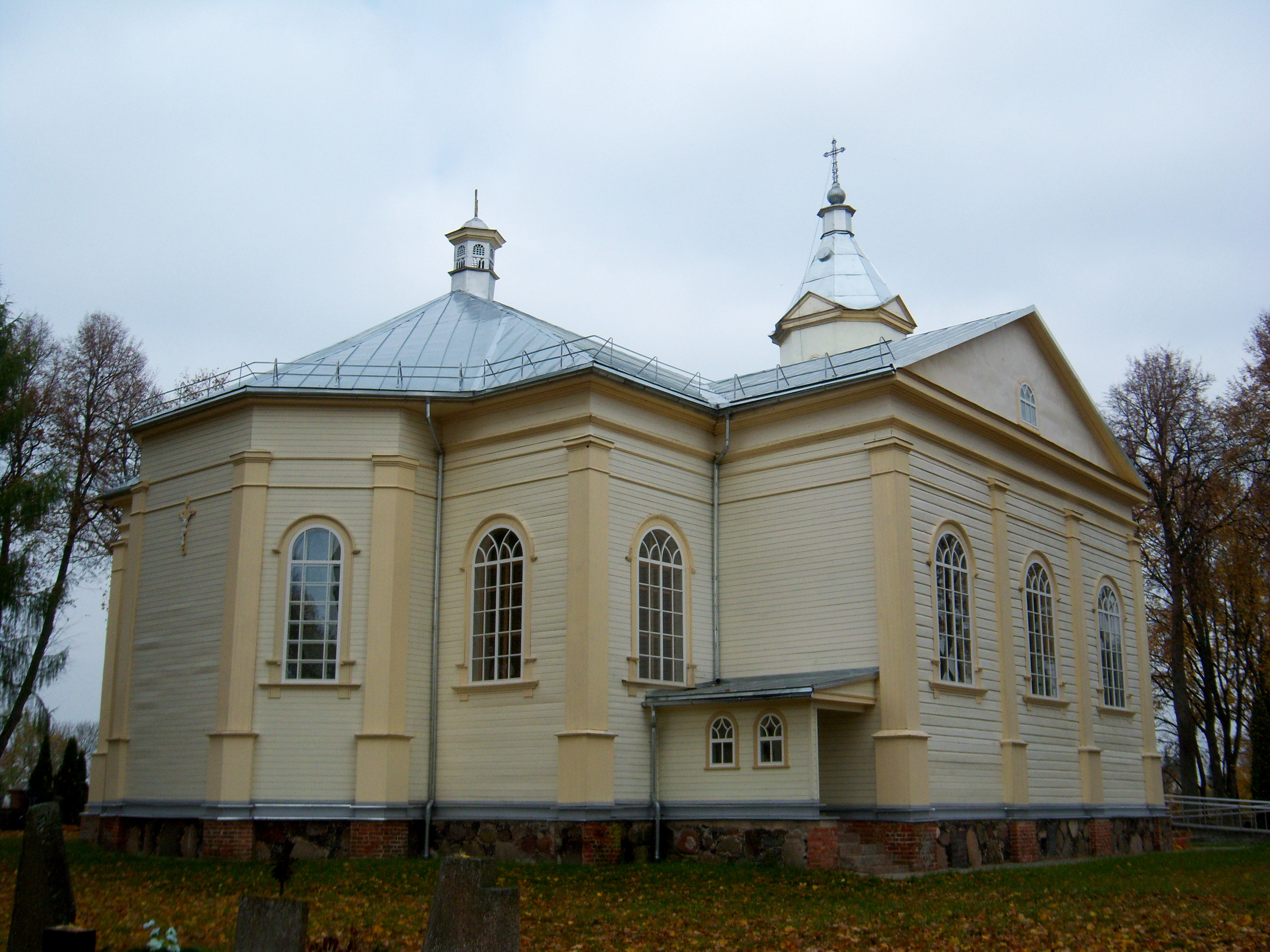
Костел святої Марії
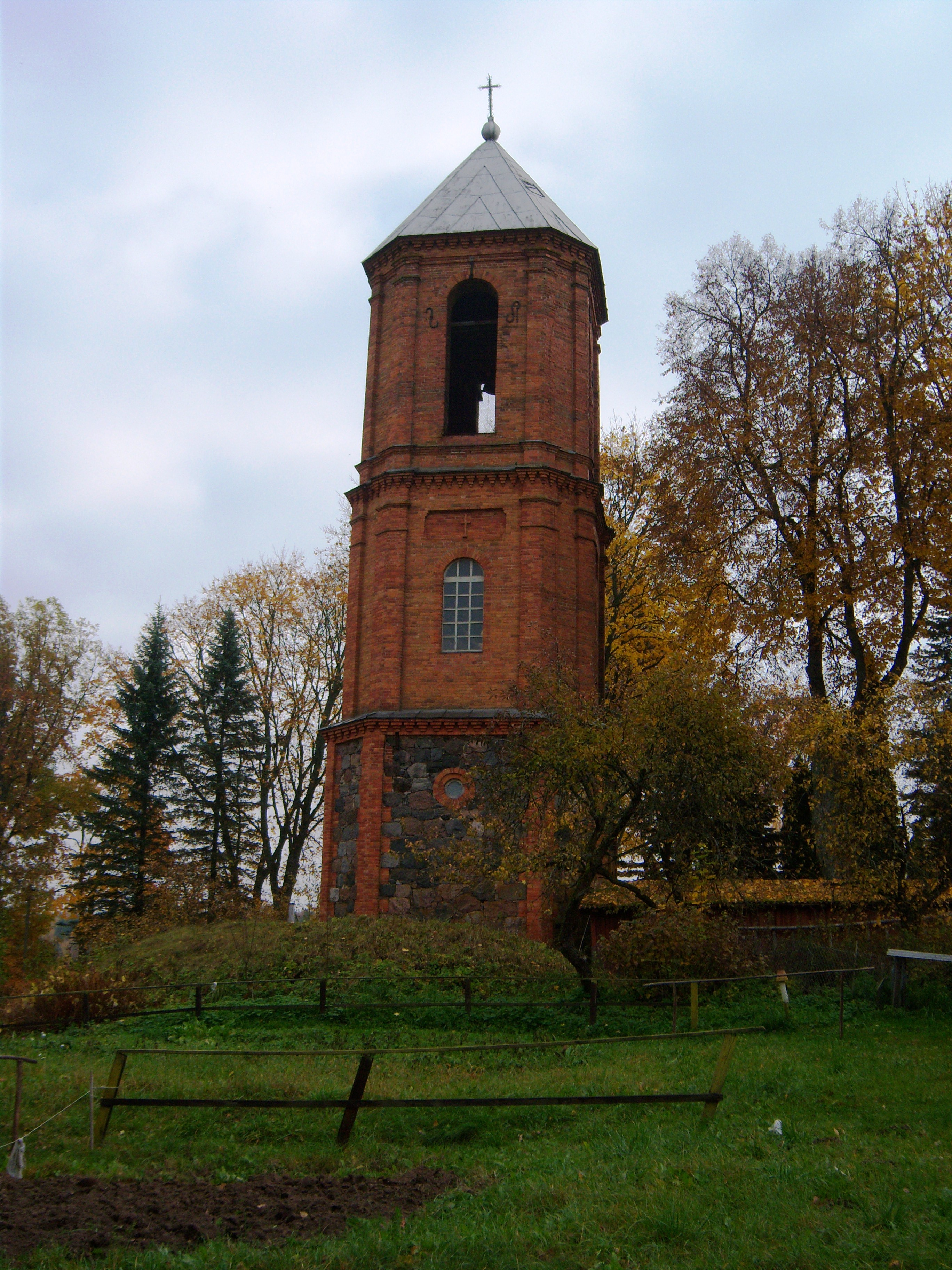
Церковна дзвіниця
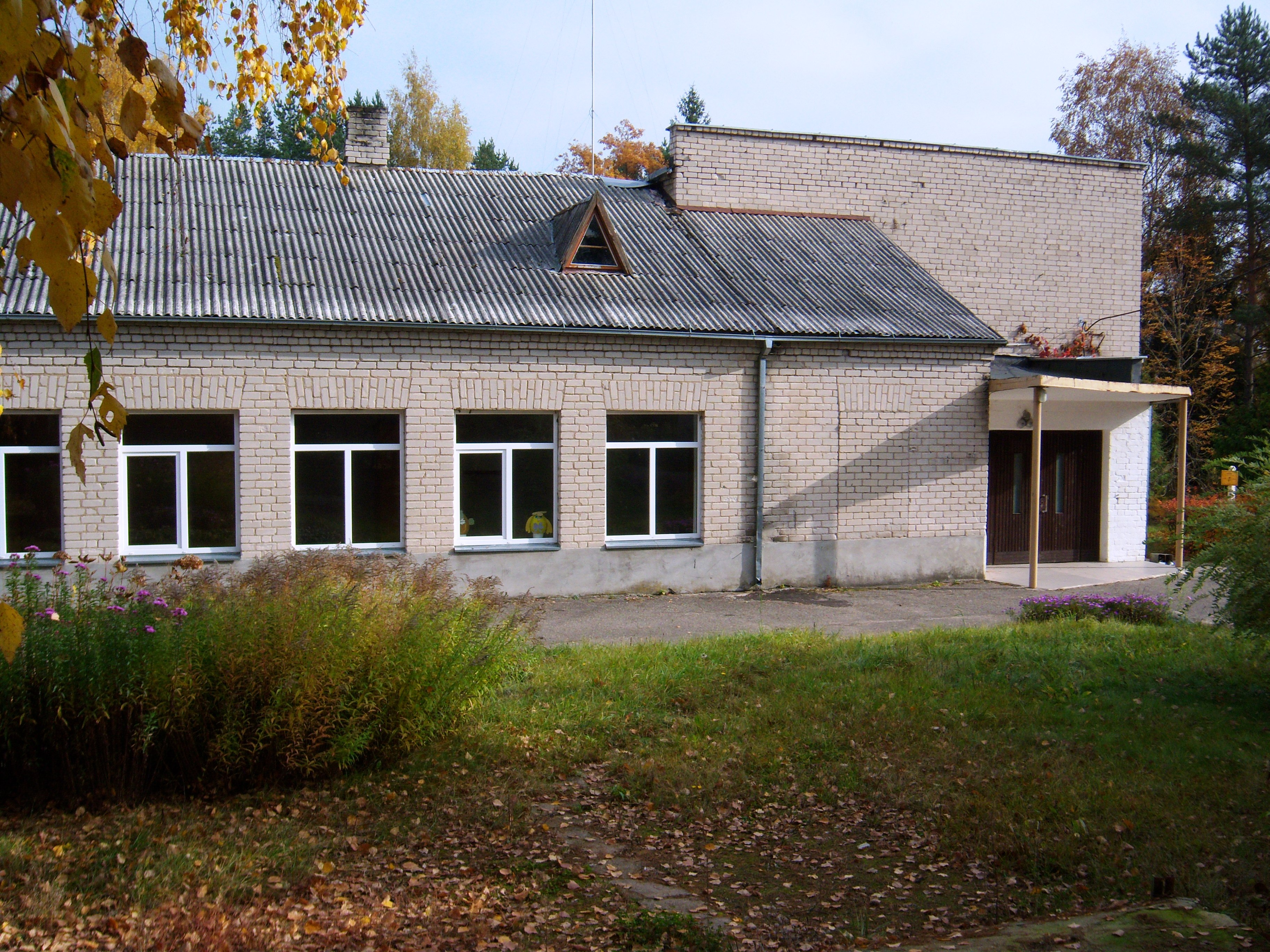
Школа
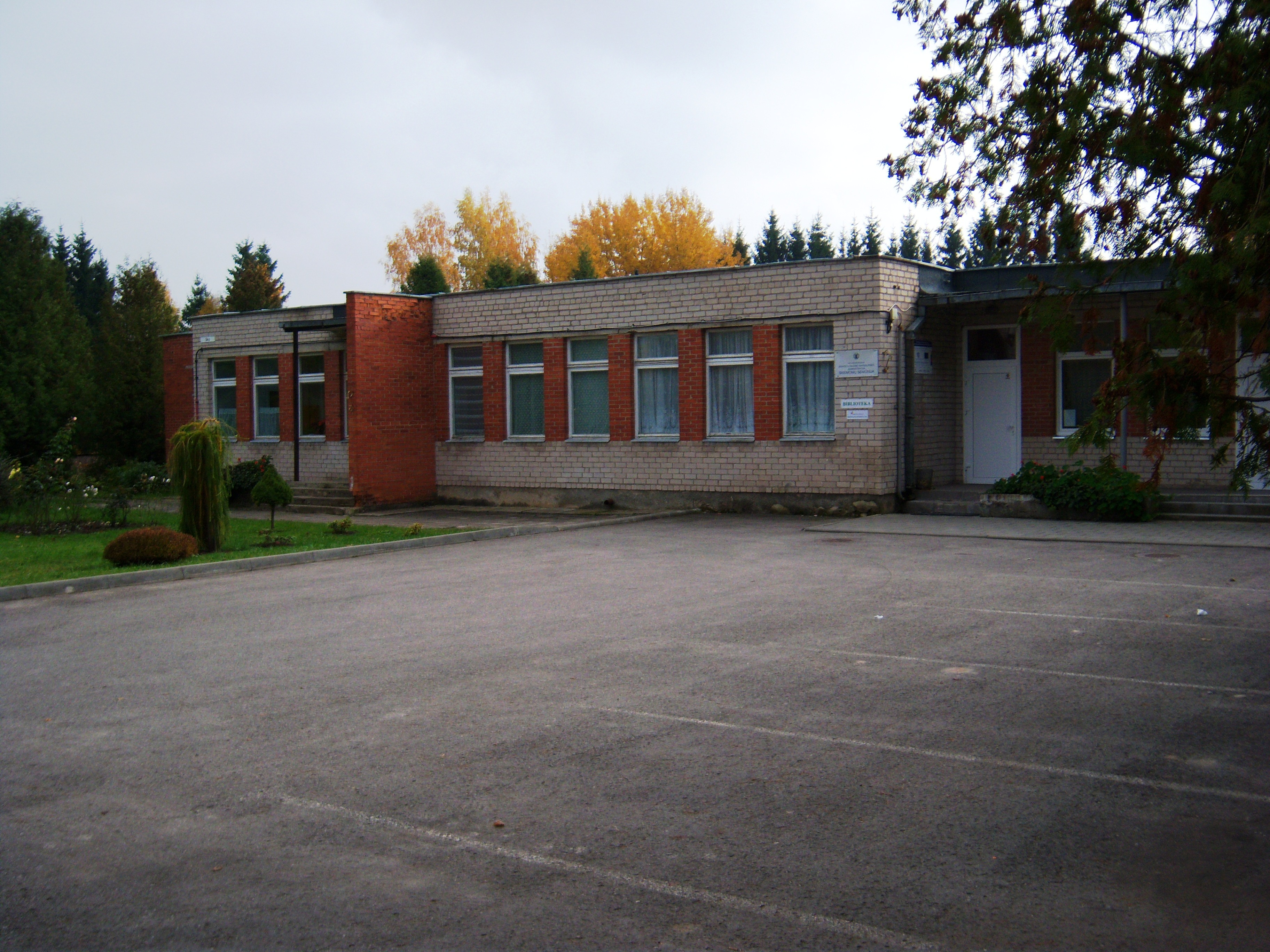
Парафія
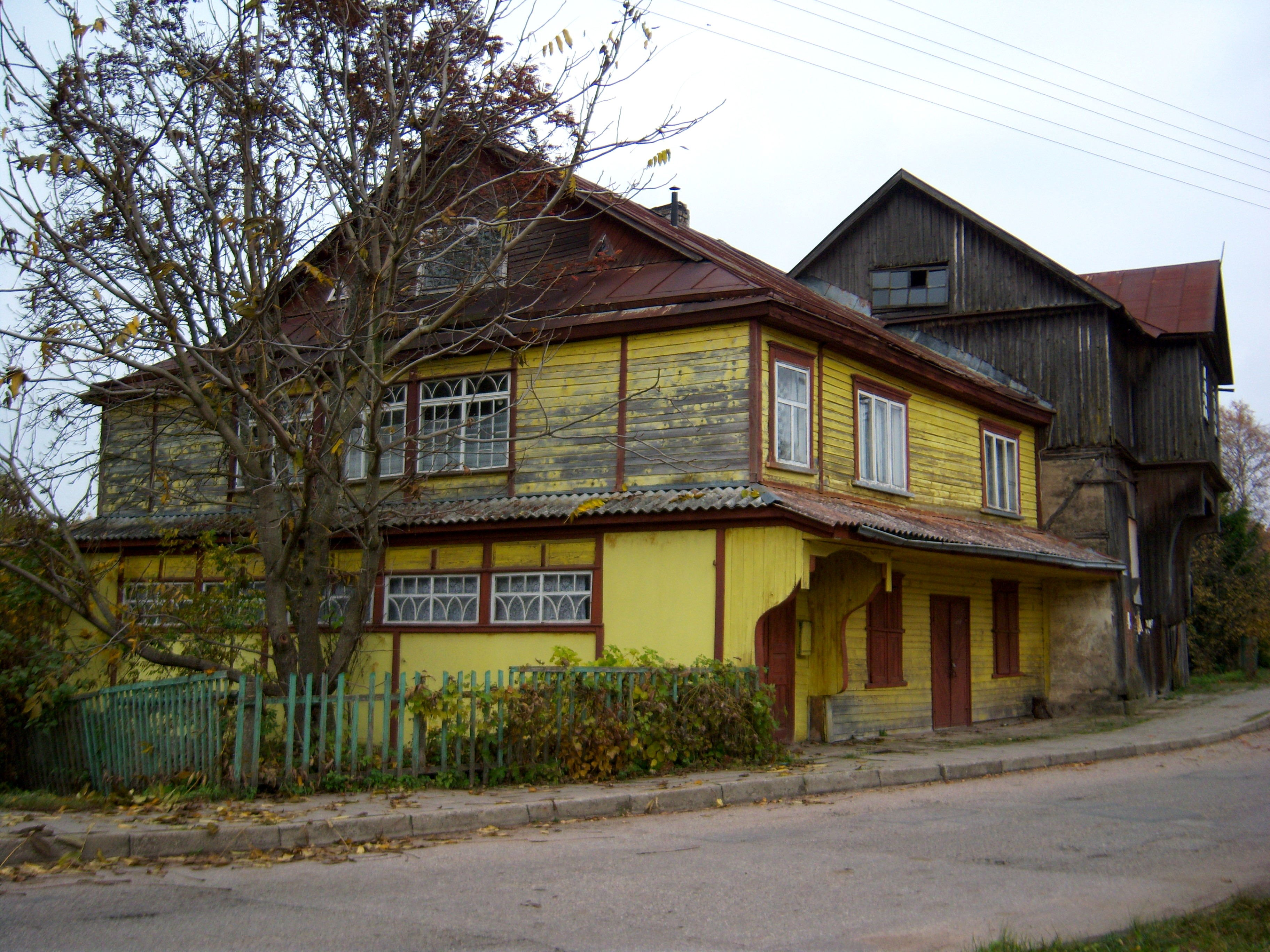
Колишній млин
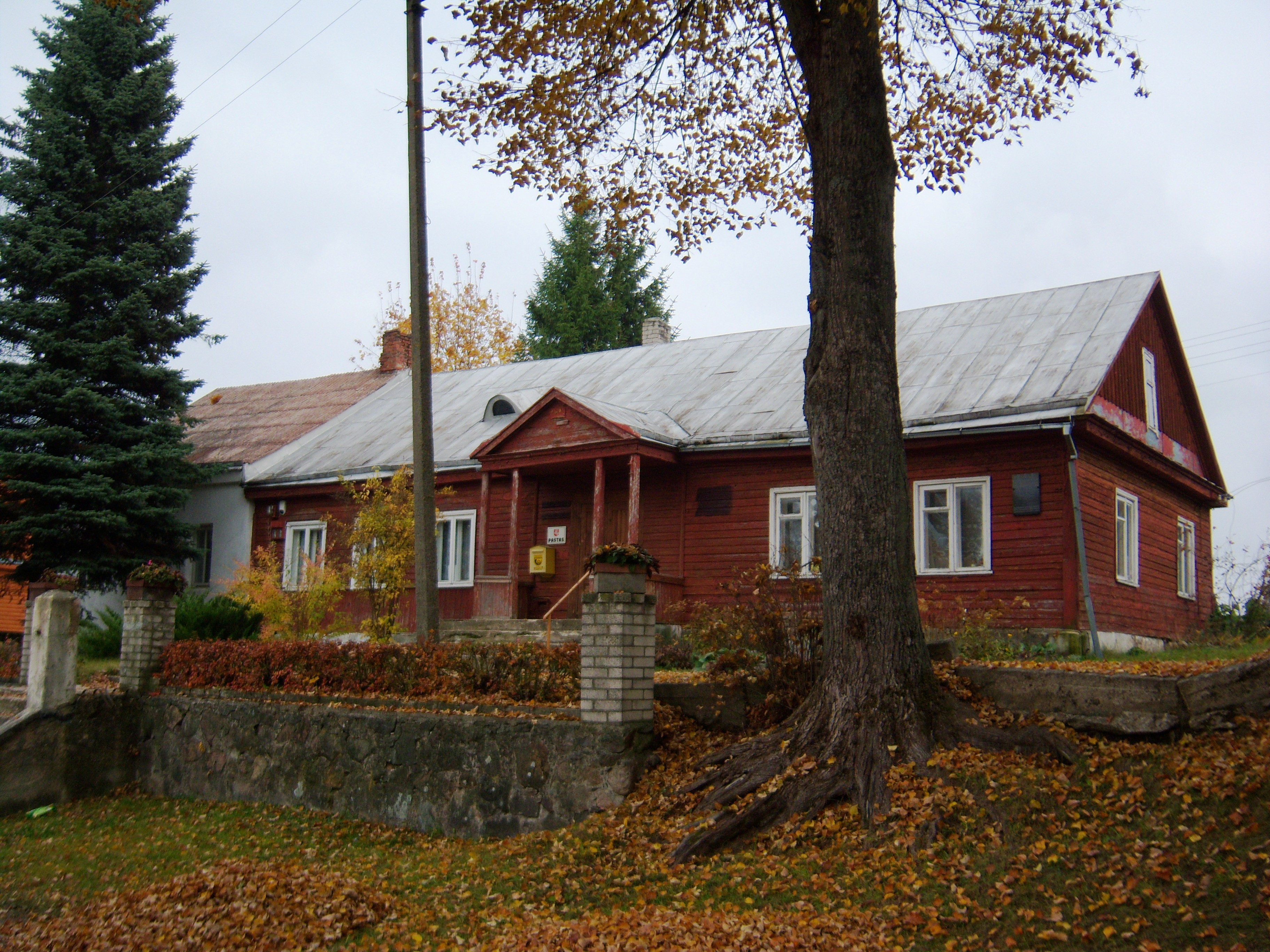
Пошта
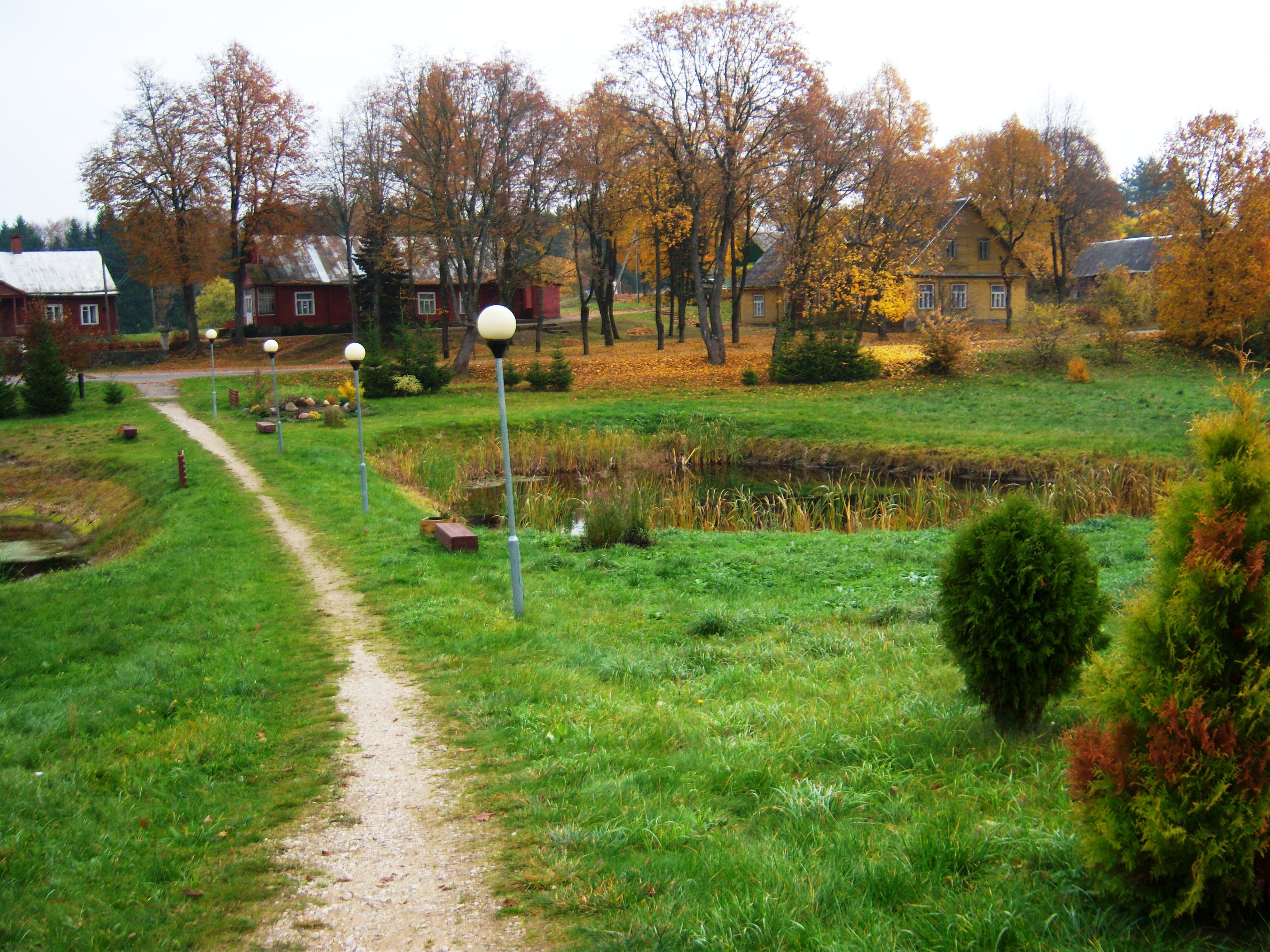
Парк
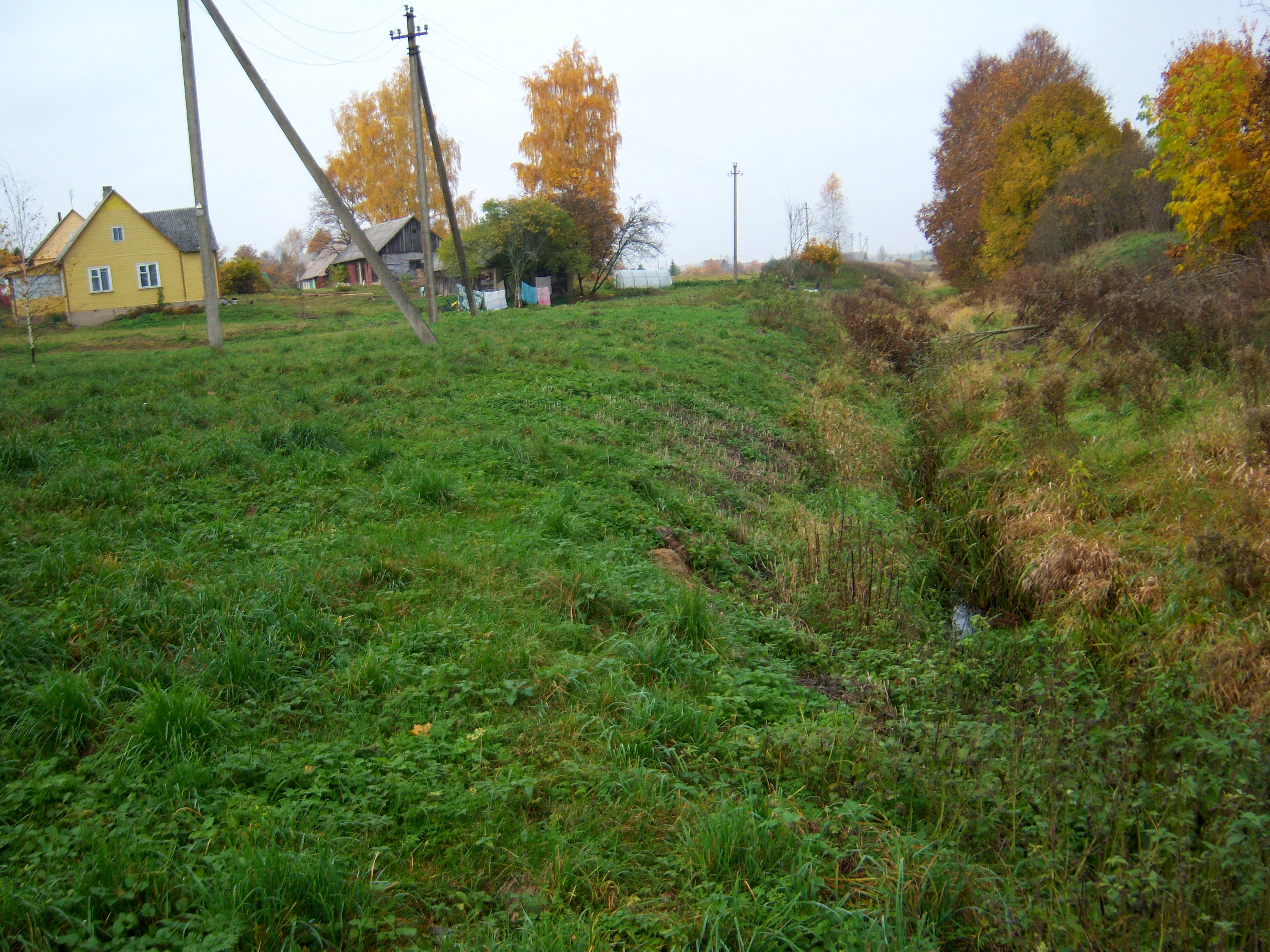
Лукна